# Animal Justice Party
Animal Justice Party è il partito animalista australiano.

## Storia
Nel 2011, in seguito alle riprese televisive della Australian Broadcasting Corporation che mostravano abusi e massacri di bestiame dal Northern Territory in condizioni che non sarebbero state autorizzate in Australia, così come le conseguenti proteste a livello nazionale da parte di sostenitori del benessere degli animali, AJP, insieme a Animals Australia, l'Australian Employees Union Employees Union (AMIEU), The Greens e una serie di altre ONG hanno cercato di vietare le esportazioni di animali vivi. Steve Garlick, presidente dell'AJP, ha affermato che l'Australia rurale è stata influenzata negativamente dall'esportazione di animali vivi e ha sostenuto che il divieto di esportazione comporterebbe benefici economici e sociali nel paese.
Alle elezioni federali del 2013, il partito era membro della Minor Party Alliance di Glenn Druery, ma non riuscì a conquistare un seggio. L'AJP ha registrato un voto nazionale al Senato dello 0,70%. È stato criticato per aver preferito il Partito Liberale in vista dei Verdi al Senato per l'ACT. Lo fecero perché i Verdi avevano sostenuto l'abbattimento dei canguri nell'ACT. Questa decisione di preferenza non ha avuto alcun impatto sul risultato. Alle elezioni federali del 2016, Lynda Stoner, l'amministratore delegato di Animal Liberation e un'ex attrice televisiva, era il candidato del partito per il Senato nel New South Wales. Era una delle 55 candidate dell'AJP in entrambe le case nelle elezioni. L'AJP ha registrato un voto nazionale al Senato dell'1,15%, con un incremento dello 0,46%. Il partito sta schierando candidati alle elezioni federali del 2019.
All'elezione del New South Wales del 2015, Mark Pearson ha ottenuto l'1,8% del voto primario e ha vinto un seggio nel Consiglio legislativo del New South Wales sugli accordi di preferenza di Druery, dando al partito la sua prima rappresentanza parlamentare. Alle elezioni del New South Wales del 2019, l'AJP ha aumentato il suo voto primario all'1,95% del totale statale e ha vinto un secondo seggio.
L'AJP ha vinto la sua prima sede nel Consiglio legislativo vittoriano alle elezioni del 2018 in epoca vittoriana, usando accordi preferenziali organizzati da Druery. Il partito ha anche aumentato il suo voto principale su quello delle elezioni vittoriane del 2014. Bruce Poon, il presidente del partito, ha partecipato alle elezioni suppletive del 2018 per il Lord Mayor di Melbourne, raggiungendo l'1,63% dei voti.

## Risultati
| Elezione          | Elezione | Voti    | %    | Seggi   |
| ----------------- | -------- | ------- | ---- | ------- |
| Parlamentari 2013 | Camera   | 1 878   | 0,01 | 0 / 150 |
| Parlamentari 2013 | Senato   | 93 820  | 0,70 | 0 / 40  |
| Parlamentari 2016 | Camera   | 94 516  | 0,70 | 0 / 150 |
| Parlamentari 2016 | Senato   | 159 373 | 1,15 | 0 / 76  |
| Parlamentari 2019 | Camera   | 116 675 | 0,82 | 0 / 151 |
| Parlamentari 2019 | Senato   | 183 996 | 1,26 | 0 / 40  |